# Davoli
Davoli (en calabrès Dàvuli o Dàvule) és un municipi italià, situat a la regió de Calàbria i a la província de Catanzaro. L'any 2023 tenia 5546 habitants.

## Demografia
| 1r gener 2017 | 1r gener 2018 | 1r gener 2023 |
| 5.550         | 5.531         | 5.546         |

## Administració
| Dates mandat | Nom de l'alcalde/ssa | Causa finalització |
| ------------ | -------------------- | ------------------ |